# Celso Borges
Celso Borges Mora (wym. [ˈθelso ˈβorxes]; ur. 27 maja 1988 w San José) – kostarykański piłkarz pochodzenia brazylijskiego, występujący najczęściej na pozycji środkowego pomocnika, zawodnik Alajuelense.

## Życiorys
Borges pochodzi ze stolicy Kostaryki, San José i rozpoczął piłkarską karierę w tamtejszej drużynie Deportivo Saprissa. W seniorskim zespole występował w latach 2006–2009. Pięciokrotnie wywalczył trofeum mistrza kraju oraz jeden raz wicemistrzostwo Pucharu Mistrzów CONCACAF. W 2008 roku został wybrany na najlepszego gracza Primera División de Costa Rica. Otrzymał też kilka ofert z europejskich zespołów. Wiosną 2009 Borges został zawodnikiem norweskiego pierwszoligowca Fredrikstad FK, z którym brał udział w kwalifikacjach Ligi Europy. Po upływie jednego sezonu drużyna spadła do drugiej ligi norweskiej, jednak wróciła do najwyższej klasy rozgrywkowej rok później. Wiosną 2012 na zasadzie wolnego transferu zasilił szwedzki zespół AIK Fotboll, z którym w sezonie 2013 wywalczył tytuł wicemistrza kraju.
Borges był członkiem kostarykańskich reprezentacji juniorskich i młodzieżowych na Mistrzostwach Świata U-17 w 2005 roku oraz Mistrzostwach Świata U-20 w 2007 roku. W dorosłej kadrze narodowej zadebiutował w wieku 20 lat, 21 czerwca 2008 w spotkaniu z Grenadą. W 2009 roku wziął udział w Złotym Pucharze CONCACAF, kiedy to doszedł z Kostaryką do półfinału i został wybrany do najlepszej drużyny turnieju. Z zespołem narodowym zajął także drugie miejsce w rozgrywkach Copa Centroamericana dwa lata później. W tym samym roku doszedł do ćwierćfinału Złotego Pucharu CONCACAF, zaś w 2013 roku triumfował w rozgrywanym w jego ojczyźnie turnieju Copa Centroamericana. W tym samym roku po raz kolejny dotarł do ćwierćfinału Złotego Pucharu CONCACAF, a także awansował z Kostaryką na Mistrzostwa Świata w Brazylii.

## Życie prywatne
Borges jest synem Alexandre Guimarãesa i Liny Mora. Guimarães to były brazylijski piłkarz, a obecnie trener, naturalizowany w Kostaryce, selekcjoner reprezentacji Kostaryki na MŚ 2002 i 2006. Rodzice do dzisiaj są największymi autorytetami w życiu Borgesa. Kostarykanin urodził się w stolicy kraju, San José i dorastał w jednej z dzielnic tego miasta o nazwie Tivos. Uczęszczał do szkoły wyższej Sistema Educativo Saint Clare i występował w szkolnej drużynie piłkarskiej. Starał się wówczas wzorować na Zinedinie Zidanie, kibicował także drużynie Manchesteru United. Idolami sportowymi Borgesa są Zidane i Kaká, natomiast marzeniem gra w angielskiej Premier League.

## Kariera klubowa

### Saprissa
Borges rozpoczął treningi w najbardziej utytułowanym kostarykańskim zespole, stołecznym Deportivo Saprissa, w którym przed laty występował jego ojciec. W drużynach juniorskich Saprissy terminował do 2005 roku i był wyróżniającym się zawodnikiem. Do seniorskiego zespołu Saprissy Borges został włączony na początku 2006 roku przez trenera Hernána Medforda. W kostarykańskiej Primera División zadebiutował w wieku 16 lat, 15 stycznia w wygranym 1:0 spotkaniu z Ramonense. W 89. minucie zmienił wówczas strzelca jedynego gola w tym spotkaniu, Rónalda Gómeza. Do końca swojego debiutanckiego sezonu Clausura 2006 pojawił się na placu gry jeszcze jeden raz – wszedł na boisko w 76. minucie wygranego 2:0 meczu z Brujas. Przez cały swój pobyt w Saprissie występował z numerem 20 na koszulce. Pierwsze trafienie w ligowej karierze Borges zanotował 4 września 2006 w wygranym 5:2 spotkaniu z Puntarenas, w 65. minucie strzelając wyrównującą bramkę na 2:2. Magazyn World Soccer umieścił go wówczas na liście pięćdziesięciu najbardziej obiecujących talentów światowego futbolu.
Borges w barwach Saprissy brał udział w Copa Interclubes UNCAF w 2007 roku, kiedy to doszedł ze swoją drużyną do finału, przegrywając w nim ostatecznie w dwumeczu 1:2 (1:1, 0:1) z honduraską Motaguą. W rozgrywkach tych wpisał się na listę strzelców w wygranej 5:2 konfrontacji 1/8 finału z salwadorskim Once Municipal. Zanotował również występy na Pucharze Mistrzów CONCACAF w 2008 roku i Lidze Mistrzów CONCACAF w sezonie 2008/2009. W pierwszym z wymienionych turniejów Saprissa doszła do finału, gdzie przegrała w dwumeczu łącznym wynikiem 2:3 (1:1, 1:2) z meksykańską Pachucą, natomiast Borges zanotował jedną bramkę – w drugim meczu półfinałowym z amerykańskim Houston Dynamo. Wystąpił także w obydwóch meczach finałowych od pierwszej do ostatniej minuty. W Lidze Mistrzów CONCACAF młody Kostarykanin także jeden raz wpisał się na listę strzelców – w spotkaniu fazy grupowej z honduraskim Marathónem. Ostatecznie Saprissa nie wyszła z czteroosobowej grupy, zajmując w niej trzecie miejsce.
Młody pomocnik wywalczył z Saprissą pięć tytułów mistrza Kostaryki z rzędu – w sezonach 2005/06, 2006/07, 2007-08 Apertura, 2007-08 Clausura i 2008-09 Apertura. Ogółem w ojczystej lidze Borges rozegrał 86 meczów w regularnym sezonie, w których strzelił siedem goli, a także trzy bramki w siedmiu spotkaniach decydującej o mistrzostwie fazy play-off. W 2007 roku zainteresowany zatrudnieniem Borgesa był Mark Hughes, trener angielskiego Blackburn Rovers. Borges został wybrany przez dziennikarzy na najlepszego gracza Primera División de Costa Rica w 2008 roku. Argentyński miesięcznik El Gráfico umieścił go na liście najbardziej obiecujących piłkarzy kontynentu.

### Fredrikstad FK
17 stycznia 2009 dyrektor sportowy Fredrikstad FK, Tor-Kristian Karlsen, poinformował, iż Borges podpisał z tą drużyną trzyipółletni kontrakt i oficjalnie stanie się jej członkiem 1 lipca, kiedy to wygasa jego kontrakt z Saprissą. Zarząd norweskiego pierwszoligowca postanowił jednak wcześniej przelać ustaloną kwotę (szacowaną na około 125 tysięcy euro) na konto Saprissy, dzięki czemu Kostarykanin mógł dołączyć do zespołu wcześniej. Karlsen po podpisaniu kontraktu z piłkarzem powiedział: 

Jest to gracz, który jest znany wśród skautów czołowych europejskich klubów. Wiele osób będzie pewnie zdziwionych, że zdecydował się przyjechać właśnie do Norwegii. Był na mojej liście życzeń od kilku lat. Miałem trochę wiary w to, że ta umowa stanie się rzeczywistością, ale teraz jestem bardzo zadowolony z tego, że Celso wybrał Fredrikstad w obliczu intratnych ofert z innych klubów. Mamy nadzieję, że Celso poświęci dużo serca dla FFK w najbliższych latach.

Transfer młodego pomocnika do Norwegii wzbudził jednak powszechne zaskoczenie; Mariano Varela, prezes Saprissy, powiedział, iż zawodnik zasługuje na występy w lepszym zespole niż Fredrikstad. Sam Borges w wywiadzie ze stycznia 2009 stwierdził, że wybrał występy w Norwegii, gdyż widzi w FFK bilet wstępu do Europy i miejsce do zebrania doświadczenia. Wyjawił też, iż posiadał ofertę przejścia do belgijskiego KAA Gent. W Tippeligaen Kostarykanin zadebiutował już 20 kwietnia w wygranym 2:1 spotkaniu z Viking FK. Mecz ten rozpoczął na lewej pomocy, później został przeniesiony do ataku i rozegrał przeciętne zawody, podobnie jak reszta drużyny – pokazał jednak przebłyski talentu i miał udział przy zwycięskiej bramce Raymonda Kvisvika. Pierwszego gola w Norwegii Borges zdobył 7 maja w meczu z Tromsø IL, w 77. minucie strzałem głową podwyższając prowadzenie Fredrikstad na 2:0 (ostateczny wynik to 3:0). Ogółem w rozgrywkach Tippeligaen w sezonie 2009 Kostarykanin zanotował siedem goli, co uczyniło go najskuteczniejszym strzelcem Fredrikstad w tym sezonie.
Borges w barwach FFK wziął udział w rozgrywkach Ligi Europy 2009/10, do której kwalifikacji norweski klub dostał się po zajęciu drugiego miejsca w Tippeligaen w sezonie 2008. W trzeciej rundzie eliminacyjnej, od której Fredrikstad zaczynał zmagania, przeciwnikiem zespołu został Lech Poznań. W pierwszym spotkaniu, rozegranym we Fredrikstad, padł wynik 6:1 dla polskiej drużyny. Borges przebywał na boisku przez pełne 90 minut i zdobył jedyną bramkę dla gospodarzy. W meczu rewanżowym Kostarykanin nie wystąpił z powodu kontuzji, natomiast FFK wygrało 2:1, jednak ostatecznie odpadło z europejskich pucharów.
Po sezonie 2009 Fredrikstad spadł z Tippeligaen do drugiej ligi norweskiej, zajmując czternaste miejsce w najwyższej klasie rozgrywkowej i przegrywając w barażach o utrzymanie z zespołem Sarpsborg 08 FF. Borges zdobył bramkę już w pierwszym spotkaniu rozegranym w Adeccoligaen – 5 kwietnia w wygranym 3:0 spotkaniu z Alta IF. Później w rundzie wiosennej wpisał się na listę strzelców jeszcze jeden raz, w meczu z Moss (5:2, 9 kolejka). W lipcu zawodnikiem FFK został inny Kostarykanin, obrońca Cristian Gamboa. Jesienią Borges trafiał do bramki rywala dwanaście razy: w spotkaniach z Ranheim (dwa gole, 2:3, 12. kolejka), Bryne (3:0, 14. kolejka), Tromsdalen (dwa gole, 5:2, 15. kolejka), Moss (1:1, 16. kolejka), Strømmen (2:3, 17. kolejka), Follo (1:3, 20. kolejka), Bodø/Glimt (dwa gole, 2:1, 21. kolejka), Ranheim (2:2, 28. kolejka) i Bryne (2:2, 30. kolejka). Ogółem w rozgrywkach Adeccoligaen w 2010 roku 22-letni Kostarykanin strzelił czternaście goli (w tym cztery z rzutów karnych), co ponownie uczyniło go najskuteczniejszym piłkarzem Fredrikstad w sezonie i pozwoliło zająć trzecie miejsce w ogólnej tabeli najlepszych strzelców. FFK zajęło trzecie miejsce w ligowej tabeli, dzięki czemu mogło wziąć udział w barażach o udział w Tippeligaen. W spotkaniu półfinałowym, rozegranym 12 listopada z Løv-Ham, Fredrikstad wygrało 2:0, a wynik meczu w 57. minucie strzałem z rzutu wolnego ustalił Borges. W pierwszym meczu finałowym barażów drużyna FFK zwyciężyła z Hønefoss 4:1 – Kostarykanin ponownie zdobył jedną z bramek dla swojego zespołu. W spotkaniu rewanżowym Borges strzelił trzy gole, a Fredrikstad wygrało ostatecznie 4:0 i awansowało do pierwszej ligi norweskiej.
Po powrocie do Tippeligaen Kostarykanin już w spotkaniu wchodzącym w skład pierwszej kolejki sezonu 2011, z Aalesunds (2:1), wpisał się na listę strzelców, w 50. minucie zdobywając bramkę na 1:1. Jednocześnie zadeklarował, iż nie przedłuży wygasającego z końcem roku kontraktu z Fredrikstad, chcąc odejść do innej ligi. W marcu dobra forma Borgesa, prezentowana także w spotkaniach towarzyskich (trzy gole w konfrontacji ze Stabækiem), zaowocowała ofertami z zespołu mistrza kraju, Rosenborga, a także wicemistrza Norwegii – Vålerenga Fotball. W zimowym okienku transferowym Rosenborg złożył klubowi Kostarykanina propozycję kupna opiewającą na 800 tysięcy euro, która została jednak odrzucona. 3 kwietnia 2011, w przegranym 0:1 spotkaniu z Vikingiem zawodnik był obserwowany przez wysłanników dwunastu drużyn: niemieckich Hannoveru 96, HSV oraz Borussii Mönchengladbach, holenderskich Feyenoordu, FC Groningen i AZ Alkmaar, angielskiego Sunderlandu, austriackiego Red Bull Salzburg, szwajcarskich BSC Young Boys i FC Basel, a także duńskich Odense i Vejle. Latem 2011, po odejściu z zespołu dotychczasowego lidera, Raio Piiroji, Borges został mianowany przez szkoleniowca Toma Freddy’ego Aune nowym kapitanem Fredrikstad. W listopadzie tego samego roku agent Kostarykanina, Javier Cordón, przyznał, że jego klient ma oferty z klubów szwedzkich, duńskich i belgijskich, jednak nie chce on kontynuować kariery w Skandynawii. Uznał również, iż największym problemem stojącym na przeszkodzie w transferze Borgesa jest brak obywatelstwa Unii Europejskiej. Ostatni mecz w norweskiej drużynie przed własną publicznością, na Fredrikstad Stadion, Borges rozegrał 20 listopada 2011 z Aalesunds, kiedy to w ostatniej minucie ustalił wynik spotkania na 3:1 po strzale z rzutu karnego.

### AIK
W styczniu 2012 Borges na zasadzie wolnego transferu przeniósł się do szwedzkiego klubu AIK Fotboll, podpisując z nim trzyipółletni kontrakt. Według dziennika Expressen jego zatrudnienie kosztowało zespół sumę 15 milionów koron (około 1,68 miliona euro), w której skład wchodziły między innymi wynagrodzenie, kwota za podpis na kontrakcie i ubezpieczenie zawodnika. Władze klubu zagwarantowały mu roczną pensję w wysokości 1,185 miliona szwedzkich koron (135 tysięcy euro), a za samo parafowanie umowy zawodnik otrzymał pięć milionów koron (około 560 tysięcy euro). W nowej drużynie dostał numer 10, poprzednio należący do Martina Kayongo-Mutumby. Nie uczestniczył jednak w większości przygotowań do sezonu z powodu kontuzji. W marcu jego drużyna przegrała wynikiem 0:2 z Helsingborg w spotkaniu o superpuchar kraju – Svenska Supercupen, lecz on sam nie wystąpił w tym meczu. W Allsvenskan zadebiutował 1 kwietnia 2012 w zremisowanym 0:0 spotkaniu z Mjällby na Råsundastadion, notując bezbarwny występ, lecz już osiem dni później zdobył pierwszego gola w nowej drużynie; w wyjazdowym pojedynku ligowym z Kalmar, w ostatniej minucie ustalając wynik meczu na 2:1.
Od razu po transferze Borges wywalczył sobie niepodważalne miejsce w wyjściowym składzie ekipy prowadzonej przez Andreasa Alma, a ze względu na podobny styl gry szybko został porównywany przez dziennikarzy do gwiazdy AIK sprzed kilku lat, argentyńskiego napastnika Ivána Obolo. Jego kolega z drużyny, bramkarz Ivan Turina, już po kilku meczach uznał go za jednego z najlepszych graczy w lidze. Przez pierwszą połowę swojego premierowego sezonu w AIK występował na pozycji napastnika, w duecie głównie z Viktorem Lundbergiem, zostając określonym przez media jako specjalista od ważnych bramek; kilkakrotnie jego trafienia okazywały się decydujące w kontekście zwycięstw jego drużyny. Sam zanotował jednak przeciętny początek rozgrywek; w pierwszych dwunastu meczach trzykrotnie wpisał się na listę strzelców, co tłumaczono jego nieobecnością podczas przedsezonowych przygotowań, a zespół AIK był krytykowany ze względu na małą liczbę zdobywanych goli, zwracając uwagę na brak klasowego partnera w ataku dla Borgesa. Kiepską serię przerwał 8 lipca w ligowym spotkaniu z Häcken (3:1), zdobywając dwie bramki; jedną z nich porównano do gola zdobytego przez Henrika Larssona w meczu z Bułgarią na Mistrzostwach Świata w USA.
Po letniej przerwie w rozgrywkach ligowych, podczas której do AIK dołączyli dwaj napastnicy – Henok Goitom i Mohamed Bangura, Borges został przesunięty przez trenera Andreasa Alma z ataku na środek pomocy. Okazało się to dobrą decyzją; w pierwszych trzech spotkaniach na tej pozycji zawodnik zdobył trzy gole, będąc motorem napędowym akcji drużyny, a jego dobre występy zostały zauważone przez wielokrotnego reprezentanta Szwecji, Andersa Svenssona, który w jednym z wywiadów powiedział o nim:

Celso Borges to bardzo dobry zawodnik, dysponujący dobrą kontrolą piłki i podaniami. Brakuje mu nieco szybkości, aby można było go uznawać za czołowego gracza międzynarodowej klasy, ale i tak zrobił na mnie duże wrażenie. Widzę w naszej grze pewne podobieństwa, na przykład boiskową inteligencję.

Na koniec sezonu 2012 AIK zajął czwarte miejsce w lidze, niepremiowane awansem do rozgrywek europejskich, zaś Borges z ośmioma bramkami na koncie został najlepszym strzelcem swojej drużyny. Na sporządzonej przez dziennik Expressen liście najlepszych piłkarzy Allsvenskan uplasował się na piątej pozycji, zaś w internetowym głosowaniu kibice uznali go za trzeciego najlepszego środkowego pomocnika ligi, ustępując jedynie Martinowi Ericssonowi i Andersowi Svenssonowi.
W tym samym roku Borges wziął również udział w rozgrywkach Ligi Europy UEFA; jego zespół rozpoczął zmagania w tym turnieju od drugiej rundy kwalifikacyjnej, pokonując islandzki Hafnarfjarðar (1:1, 1:0), zaś w trzeciej rundzie trafił na Lecha Poznań. W pierwszym, domowym spotkaniu AIK wygrał z polską drużyną 3:0, a Borges zdobył wówczas jedną z bramek, tym samym strzelając swojego drugiego gola przeciwko Lechowi (poprzedniego trzy lata wcześniej w barwach Fredrikstad). Pomimo porażki w rewanżu 0:1 Szwedzi awansowali do czwartej rundy, gdzie ich rywalem okazało się rosyjskie CSKA Moskwa. Na Råsundastadion padł wynik 1:0 dla faworyzowanych gości, lecz w spotkaniu rewanżowym zawodnicy AIK zdołali odrobić straty, dzięki bramce Martina Lorentzsona w doliczonym czasie wygrywając 2:0 i awansując do fazy grupowej Ligi Europy. Wynik osiągnięty w konfrontacji z CSKA został określony przez szwedzkie media jako „cud w Moskwie”. W grupie zespół AIK trafił na ukraińskie Dnipro Dniepropetrowsk, włoskie SSC Napoli i holenderskie PSV Eindhoven; zanotował tylko jedno zwycięstwo w sześciu meczach i po zajęciu ostatniego, czwartego miejsca nie awansował do dalszych gier, odpadając z Ligi Europy. Borges wystąpił jako środkowy pomocnik we wszystkich możliwych dwunastu spotkaniach swojej ekipy podczas tych rozgrywek, z czego w jedenastu w wyjściowym składzie.
Wraz z początkiem rozgrywek 2013 drużyna AIK przeniosła się z legendarnego Råsundastadion na nowy obiekt Friends Arena. Nowy sezon rozpoczął się dla jego zespołu nieudanie; podopieczni szkoleniowca Andreasa Alma odpadli z Pucharu Szwecji już w fazie grupowej, a Borges w decydującym spotkaniu z Örgryte (1:4) został wyrzucony z boiska po otrzymaniu drugiej żółtej kartki za brutalny faul. Ponadto komisja dyscyplinarna zdecydowała się zawiesić go na dwa spotkania, przez co ominął go występ w pierwszej kolejce ligowej. 7 kwietnia 2013 wystąpił w spotkaniu drugiej kolejki z Syrianska (0:0) na ligową inaugurację Friends Arena; drużyna AIK zanotowała wówczas najwyższą frekwencję w historii klubu (na trybunach pojawiło się wówczas 43463 widzów). W maju jego boiskową dyspozycję skomentował doświadczony szwedzki trener Tord Grip, uznając, że najlepiej spisuje się on w roli cofniętego napastnika, zaś w lipcu zawodnik opuścił cztery spotkania ze względu na pobyt z reprezentacją na Złotym Pucharze CONCACAF. Kilka tygodni później Borges wspólnie ze swoim agentem zadeklarował, iż pozostanie w AIK przynajmniej do lata 2014.
Na koniec sezonu 2013 drużyna AIK zdobyła wicemistrzostwo Szwecji, w końcówce rozgrywek przegrywając rywalizację o tytuł z Malmö FF, zaś Borges w ciągu sezonu tworzył podstawowy duet środkowych pomocników najpierw z Helgim Daníelssonem, a po jego odejściu z Robinem Quaisonem. Został także drugim najlepszym strzelcem swojego zespołu, zaraz po Kennedym Igboananike, a także zajął drugie miejsce w plebiscycie Allsvenskans Stora Pris na najlepszego pomocnika ligi szwedzkiej, w którym zwycięzców wybierali dziennikarze, kapitanowie drużyn i trenerzy – okazał się wówczas gorszy jedynie od Jiloana Hamada.

### Deportivo La Coruña
14 stycznia 2015 Borges przeniósł się do występującego w Primera División Deportivo La Coruña, podpisując kontrakt do końca sezonu z opcją przedłużenia o dwa lata. W swoim pierwszym oficjalnym występie w barwach Dépor zdobył dwie bramki, a drużyna pokonała Rayo Vallecano 2:1. W ostatniej kolejce sezonu drużyna z Galicji zremisowała 2:2 z FC Barcelona i uratowała się przed spadkiem do Segunda División. Po utrzymaniu się zespołu w lidze kontrakt Kostarykanina został przedłużony o kolejne dwa sezony. W barwach Deportivo La Coruña Borges wystąpił łącznie w 111 spotkaniach, z czego 107 w Primera División i 4 w Pucharze Króla. W tym czasie zdobył 15 bramek – wszystkie w rozgrywkach ligowych.

### Göztepe
16 sierpnia 2018 klub z A Coruñi ogłosił transfer Borgesa do występującego w tureckiej Süper Lig Göztepe.

## Kariera reprezentacyjna

### U–17
W 2005 roku Borges w barwach reprezentacji Kostaryki U-17 wziął udział w Młodzieżowych Mistrzostwach Ameryki Północnej, podczas których wpisał się na listę strzelców w wygranej 2:1 konfrontacji z Hondurasem, za to Kostarykańczycy poprzez wygrany dwumecz play-offów zakwalifikowali się na mundial. Borges znalazł się także w składzie właśnie na Młodzieżowe Mistrzostwa Świata w Peru. Wystąpił wówczas we wszystkich czterech możliwych spotkaniach od pierwszej do ostatniej minuty; w fazie grupowej z Chinami (1:1), Ghaną (1:1) i Peru (2:0) oraz w ćwierćfinale z Meksykiem (1:3). W meczu z Ghaną młody Kostarykanin, występujący na tym turnieju z numerem 8, zdobył jedyną bramkę dla swojej drużyny. Na młodzieżowym mundialu Borges był wyróżniającym się piłkarzem i jednym z najlepszych graczy turnieju.

### U–20
W 2007 roku Borges został powołany do reprezentacji Kostaryki U-20 na Młodzieżowe Mistrzostwa Ameryki Północnej, gdzie trafił do siatki z rzutu karnego w wygranej 2:0 konfrontacji z Jamajką, a jego drużyna zdołała zakwalifikować się na Młodzieżowe Mistrzostwa Świata w Kanadzie. Tam Borges wystąpił po 90 minut we wszystkich możliwych spotkaniach młodzieżowej kadry; w meczach fazy grupowej z Nigerią (0:1), Japonią (0:1) i Szkocją (2:1). Tym razem ani razu nie wpisał się na listę strzelców, a Kostarykanie nie zajęli miejsca premiowanego awansem z grupy. Podczas gry w juniorskich kadrach Kostaryki Borges pełnił rolę kapitana zespołu.

### Dorosła reprezentacja
Borges pierwsze występy w dorosłej reprezentacji zanotował, gdy selekcjonerem był jego dawny trener z Saprissy, Hernán Medford. W kadrze narodowej 20-letni Kostarykanin zadebiutował 21 czerwca 2008 w spotkaniu z Grenadą wchodzącym w skład eliminacji do Mistrzostw Świata 2010. Borges pojawił się wówczas na placu gry w podstawowym składzie i zszedł z boiska w 48. minucie, zmieniony przez Randalla Azofeifę. Po wygranym dwumeczu z Grenadą Kostaryka zakwalifikowała się do grupy trzeciej, gdzie jej przeciwnikami zostali Salwador, Haiti i Surinam. Pierwsze trafienie w reprezentacji młody pomocnik zanotował w trzecim meczu na szczeblu reprezentacyjnym, 6 września 2008 w wygranym 7:0 meczu z Surinamem. Borges wpisał się na listę strzelców w 81. minucie, podwyższając prowadzenie Kostaryki na 5:0. W rundzie grupowej 20-letni zawodnik strzelił jeszcze jedną bramkę – 11 października 2008 w rewanżowym spotkaniu z Surinamem strzelił gola na 2:0 dla Kostaryki w wygranym ostatecznie 4:1 spotkaniu. W rundzie finałowej zaliczył jedno trafienie w meczu ze Stanami Zjednoczonymi (3:1) oraz dwa trafienia w meczu z Trynidadem i Tobago (3:2). We wrześniowych spotkaniach z Meksykiem i Salwadorem Borges pełnił funkcję kapitana reprezentacji. Kostaryka w rundzie finałowej zajęła czwarte miejsce, premiowane udziałem w dwumeczu barażowym o uczestnictwo w finałach MŚ. Drużyna zmierzyła się w Urugwajem w pierwszym meczu ponosząc porażkę 0:1, a w drugim remisując 1:1. Borges wystąpił w obydwóch spotkaniach barażowych.
W 2009 roku Borges został powołany przez Rodrigo Kentona na Złoty Puchar CONCACAF, odbywający się w Stanach Zjednoczonych. Ofensywny pomocnik przebywał na boisku we wszystkich możliwych pięciu meczach od pierwszej do ostatniej minuty: w fazie grupowej z Salwadorem, Jamajką (gol) i Kanadą, w ćwierćfinale z Gwadelupą (gol) oraz w półfinale z Meksykiem, późniejszym triumfatorem imprezy. W spotkaniu z Meksykiem do rozstrzygnięcia rezultatu potrzebne były rzuty karne, wygrane przez Meksykanów 5:3. Borges wykonywał drugą jedenastkę dla Kostaryki, którą wykorzystał. Po zakończeniu Złotego Pucharu został też wybrany przez CONCACAF do drużyny turnieju.
W styczniu 2011 Borges został powołany przez nowego selekcjonera kadry, Ricardo Lavolpe, na turniej Copa Centroamericana 2011. Kostarykanie zajęli na tej imprezie drugie miejsce, przegrywając w meczu finałowym z Hondurasem 1:2. Podczas rozgrywek Borges wystąpił łącznie w czterech meczach – w fazie grupowej z Hondurasem i Gwatemalą, półfinale z Panamą oraz finale z Hondurasem. Kostarykanin we wszystkich meczach grał od pierwszej do ostatniej minuty. W półfinałowym spotkaniu z Panamą wpisał się na listę strzelców, w 67. minucie strzałem z rzutu wolnego otwierając wynik konfrontacji. Po upływie regulaminowego czasu gry i dogrywki do wyłonienia zwycięzcy były potrzebna seria rzutów karnych, którą Kostarykanie wygrali 4:2; Borges wykorzystał swoją jedenastkę. Młody zawodnik Fredrikstad na Copa Centroamericana pełnił rolę kapitana i lidera zespołu. Został uznany przez FIFA największą gwiazdą ekipy, pokazując podczas turnieju kreatywność, przyspieszenie, drybling i pracę w środku pola. Na placu gry obok Borgesa najczęściej ustawiany był Allen Guevara z Alajuelense.
W 2011 roku Borges został powołany na Złoty Puchar CONCACAF, podczas którego rozegrał wszystkie cztery mecze od pierwszej do ostatniej minuty – w fazie grupowej z Kubą (5:0), Salwadorem (1:1) oraz Meksykiem (1:4), a także z Hondurasem w ćwierćfinale (1:1, 2:4 po karnych), nie strzelając gola. W decydującym pojedynku z Hondurasem nie wykorzystał ponadto rzutu karnego, a jego reprezentacja odpadła po konkursie jedenastek, kończąc swój udział w turnieju po ćwierćfinale.
W styczniu 2013 Borges po raz kolejny znalazł się w składzie na turniej Copa Centroamericana. Tam, podobnie jak przed dwoma laty, pełnił rolę podstawowego zawodnika swojej drużyny i wystąpił we wszystkich pięciu spotkaniach; w fazie grupowej z Belize (1:0), Nikaraguą (2:0), w którym zdobył gola, i Gwatemalą (1:1), a także w półfinale z Salwadorem (1:0) i finale z Hondurasem (1:0). Kostarykanie, pełniący wówczas rolę gospodarzy, triumfowali ostatecznie w tym turnieju, natomiast Borges był opisywany jako główny kreator gry ofensywnej drużyny prowadzonej przez kolumbijskiego selekcjonera Jorge Luisa Pinto, świetnie współpracując z duetem napastników, który tworzyli Álvaro Saborío i Rodney Wallace. Szczególnie udany występ zanotował w spotkaniu finałowym, asystując przy decydującej bramce Giancarlo Gonzáleza.
Pięć miesięcy później Borges znalazł się w składzie na swój trzeci Złoty Puchar CONCACAF, gdzie ponownie miał pewne miejsce w pierwszym składzie swojej kadry i rozegrał wszystkie cztery mecze; w fazie grupowej z Kubą (3:0), Belize (1:0) i USA (0:1), będąc chwalonym za fizyczne przygotowanie i czytanie gry. Później wystąpił jeszcze w ćwierćfinałowej konfrontacji z Hondurasem (0:1), po której jego drużyna odpadła z rozgrywek Złotego Pucharu.
Borges był także kluczowym zawodnikiem i liderem kostarykańskiej reprezentacji podczas eliminacji do Mistrzostw Świata 2014. Wystąpił wówczas w trzynastu z szesnastu możliwych spotkań zespołu prowadzonego przez Jorge Luisa Pinto, trzykrotnie wpisując się na listę strzelców; w meczu trzeciej rundy z Gujaną (7:0) i spotkaniach z Panamą (2:0) oraz USA (2:1) wchodzących w skład czwartej, finałowej rundy eliminacyjnej. Tym samym został drugim najlepszym strzelcem swojej kadry podczas tych kwalifikacji, ustępując jedynie Álvaro Saborío. Szczególnie urodziwe było jego trafienie w konfrontacji z Panamą; potężnym uderzeniem z około 30 metrów w okienko bramki pokonał wówczas Jaime Penedo, a gol ten został uznany przez FIFA za bramkę tygodnia. Kostarykanie zajęli ostatecznie drugie miejsce w finałowej rundzie eliminacyjnej i po ośmioletniej przerwie zdołali zakwalifikować się na mistrzostwa świata. Borges powiedział wówczas:

Nie mogę stwierdzić, czy jest to największy sukces w mojej karierze, gdyż nie jest ona jeszcze zakończona, ale to bez wątpienia to jeden z tych najważniejszych momentów, których nigdy nie zapomnę. To osiągnięcie jest dla mnie nagrodą za wszystkie wyrzeczenia, których dokonałem – opuszczenie rodziny na rzecz gry w Europie, dostosowanie się do nowego stylu życia oraz odbywanie długich i wyczerpujących podróży. Cały nasz kraj jest naprawdę szczęśliwy, ponieważ udało się nam osiągnąć cel, na który wszyscy ciężko pracowaliśmy.

## Statystyki kariery

### Klubowe
| Klub                | Sezon     | Kraj      | Rozgrywki        | Liga  | Liga | Puchar kraju | Puchar kraju | Międzynarodowe  | Międzynarodowe | Międzynarodowe | Inne  | Inne | Razem | Razem |
| Klub                | Sezon     | Kraj      | Rozgrywki        | Mecze | Gole | Mecze        | Gole         | Rozgrywki       | Mecze          | Gole           | Mecze | Gole | Mecze | Gole  |
| ------------------- | --------- | --------- | ---------------- | ----- | ---- | ------------ | ------------ | --------------- | -------------- | -------------- | ----- | ---- | ----- | ----- |
| Saprissa            | 2005–2006 | Kostaryka | Primera División | 2     | 0    | ––           | ––           | ––              | ––             | ––             | ––    | ––   | 2     | 0     |
| Saprissa            | 2006–2007 | Kostaryka | Primera División | 35    | 2    | ––           | ––           | CU              | 2              | 0              | ––    | ––   | 37    | 2     |
| Saprissa            | 2007–2008 | Kostaryka | Primera División | 29    | 1    | ––           | ––           | CU + PM         | 12             | 2              | ––    | ––   | 41    | 3     |
| Saprissa            | 2008–2009 | Kostaryka | Primera División | 27    | 7    | ––           | ––           | LM              | 5              | 1              | ––    | ––   | 32    | 8     |
| Fredrikstad         | 2009      | Norwegia  | Tippeligaen      | 22    | 7    | 2            | 1            | LE              | 1              | 1              | 1     | 0    | 26    | 9     |
| Fredrikstad         | 2010      | Norwegia  | Adeccoligaen     | 26    | 14   | 4            | 3            | ––              | ––             | ––             | 3     | 5    | 33    | 22    |
| Fredrikstad         | 2011      | Norwegia  | Tippeligaen      | 25    | 8    | 6            | 7            | ––              | ––             | ––             | ––    | ––   | 31    | 15    |
| AIK Fotboll         | 2012      | Szwecja   | Allsvenskan      | 29    | 8    | ––           | ––           | LE              | 12             | 1              | ––    | ––   | 41    | 9     |
| AIK Fotboll         | 2013      | Szwecja   | Allsvenskan      | 24    | 8    | 3            | 0            | ––              | ––             | ––             | ––    | ––   | 27    | 8     |
| AIK Fotboll         | 2014      | Szwecja   | Allsvenskan      | 0     | 0    | 0            | 0            | ––              | ––             | ––             | ––    | ––   | 0     | 0     |
| Deportivo La Coruña | 2014/15   | Hiszpania | Primera División | 18    | 3    | 0            | 0            | ––              | ––             | ––             | ––    | ––   | 18    | 3     |
| Deportivo La Coruña | 2015/16   | Hiszpania | Primera División | 24    | 3    | 0            | 0            | ––              | ––             | ––             | ––    | ––   | 24    | 3     |
| Deportivo La Coruña | 2016/17   | Hiszpania | Primera División | 34    | 6    | 4            | 0            | ––              | ––             | ––             | ––    | ––   | 38    | 6     |
| Deportivo La Coruña | 2017/18   | Hiszpania | Primera División | 32    | 3    | 0            | 0            | ––              | ––             | ––             | ––    | ––   | 32    | 3     |
| Łącznie             | Kostaryka | Kostaryka | Kostaryka        | 93    | 10   | ––           | ––           | CU + PM/LM      | 19             | 3              | ––    | ––   | 112   | 13    |
| Łącznie             | Norwegia  | Norwegia  | Norwegia         | 73    | 29   | 12           | 11           | LE              | 1              | 1              | 4     | 5    | 90    | 46    |
| Łącznie             | Szwecja   | Szwecja   | Szwecja          | 53    | 16   | 3            | 0            | LE              | 12             | 1              | ––    | ––   | 68    | 17    |
| Łącznie             | Hiszpania | Hiszpania | Hiszpania        | 108   | 17   | 4            | 0            | ––              | 0              | 0              | ––    | ––   | 112   | 17    |
| Ogółem              | Ogółem    | Ogółem    | Ogółem           | 326   | 71   | 19           | 11           | CU + PM/LM + LE | 32             | 5              | 4     | 5    | 381   | 93    |

Stan na 8 maja 2018 r.
- CU – Copa Interclubes UNCAF
- PM/LM – Puchar/Liga Mistrzów CONCACAF
- LE – Liga Europy UEFA

### Reprezentacyjne
| Reprezentacja | Kraj   | Rok    | Łącznie | Łącznie |
| Reprezentacja | Kraj   | Rok    | Mecze   | Gole    |
| ------------- | ------ | ------ | ------- | ------- |
| Kostaryka     |        |        |         |         |
| Kostaryka     | 2008   | 7      | 2       |         |
| Kostaryka     | 2009   | 15     | 5       |         |
| Kostaryka     | 2010   | 3      | 0       |         |
| Kostaryka     | 2011   | 10     | 1       |         |
| Kostaryka     | 2012   | 5      | 1       |         |
| Kostaryka     | 2013   | 20     | 5       |         |
| Kostaryka     | 2014   | 13     | 5       |         |
| Kostaryka     | 2015   | 14     | 0       |         |
| Ogółem        | Ogółem | Ogółem | 87      | 19      |

Stan na 11 marca 2016.

#### Gole w reprezentacji
| #   | Data                 | Miejsce                                             | Przeciwnik        | Gol | Wynik | Zawody                               |
| --- | -------------------- | --------------------------------------------------- | ----------------- | --- | ----- | ------------------------------------ |
| 1.  | 6 września 2008      | Estadio Ricardo Saprissa Aymá, San José, Kostaryka  | Surinam           | 5–0 | 7–0   | Eliminacje do Mistrzostw Świata 2010 |
| 2.  | 11 października 2008 | André Kamperveen Stadion, Paramaribo, Surinam       | Surinam           | 2–0 | 4–1   | Eliminacje do Mistrzostw Świata 2010 |
| 3.  | 3 czerwca 2009       | Estadio Ricardo Saprissa Aymá, San José, Kostaryka  | Stany Zjednoczone | 2–0 | 3–1   | Eliminacje do Mistrzostw Świata 2010 |
| 4.  | 6 czerwca 2009       | Dwight Yorke Stadium, Bacolet, Trynidad i Tobago    | Trynidad i Tobago | 2–1 | 3–2   | Eliminacje do Mistrzostw Świata 2010 |
| 5.  | 6 czerwca 2009       | Dwight Yorke Stadium, Bacolet, Trynidad i Tobago    | Trynidad i Tobago | 3–2 | 3–2   | Eliminacje do Mistrzostw Świata 2010 |
| 6.  | 7 lipca 2009         | Columbus Crew Stadium, Columbus, Stany Zjednoczone  | Jamajka           | 1–0 | 1–0   | Złoty Puchar CONCACAF                |
| 7.  | 19 lipca 2009        | Cowboys Stadium, Arlington, Stany Zjednoczone       | Gwadelupa         | 1–0 | 5–1   | Złoty Puchar CONCACAF                |
| 8.  | 22 stycznia 2011     | Estadio Rommel Fernández, Panama, Panama            | Panama            | 1–0 | 1–1   | Copa Centroamericana                 |
| 9.  | 16 października 2012 | Estadio Nacional de Costa Rica, San José, Kostaryka | Gujana            | 6–0 | 7–0   | Eliminacje do Mistrzostw Świata 2014 |
| 10. | 20 stycznia 2013     | Estadio Nacional de Costa Rica, San José, Kostaryka | Nikaragua         | 2–0 | 2–0   | Copa Centroamericana                 |
| 11. | 18 czerwca 2013      | Estadio Nacional de Costa Rica, San José, Kostaryka | Panama            | 2–0 | 2–0   | Eliminacje do Mistrzostw Świata 2014 |
| 12. | 14 sierpnia 2013     | Estadio Quisqueya, Santo Domingo, Dominikana        | Dominikana        | 1–0 | 4–0   | Mecz towarzyski                      |
| 13. | 14 sierpnia 2013     | Estadio Quisqueya, Santo Domingo, Dominikana        | Dominikana        | 2–0 | 4–0   | Mecz towarzyski                      |
| 14. | 6 września 2013      | Estadio Nacional de Costa Rica, San José, Kostaryka | Stany Zjednoczone | 2–0 | 3–1   | Eliminacje do Mistrzostw Świata 2014 |

## Osiągnięcia

### Saprissa
- Zwycięstwo
  - Primera División de Costa Rica: 2005–06[19], 2006–07[20], 2007–08 Apertura[21], 2007–08 Clausura[22], 2008–09 Apertura[23]
- Drugie miejsce
  - Copa Interclubes UNCAF: 2007
  - Puchar Mistrzów CONCACAF: 2008[13]

### AIK
- Drugie miejsce
  - Allsvenskan: 2013
  - Svenska Supercupen: 2012

### Reprezentacja Kostaryki
- Zwycięstwo
  - Copa Centroamericana: 2013
- Drugie miejsce
  - Copa Centroamericana: 2011[134]

### Indywidualne
- Najlepszy gracz Primera División de Costa Rica: 2008

## Styl gry
Borges jest zawodnikiem uniwersalnym; na boisku może pełnić rolę zarówno cofniętego napastnika, jak również ofensywnego bądź środkowego pomocnika. Dysponuje dobrą techniką i rozegraniem piłki, dokładnymi dalekimi podaniami i silnym uderzeniem z prawej nogi. Jego dużym atutem są dobre warunki fizyczne, dzięki którym potrafi wygrywać walkę w środku pola, a także doskonała gra w powietrzu. Tor-Kristian Karlsen, dyrektor sportowy Fredrikstad, były skaut niemieckiego Bayeru 04 Leverkusen i późniejszy prezes zarządu AS Monaco, uznał, że zawodnik przypomina stylem gry młodego Michaela Ballacka. Szwedzki dziennikarz Daniel Kristoffersson opisał natomiast Borgesa jako kreatywnego, świetnie czytającego grę piłkarza, który ofensywne walory łączy z pracą w defensywie.